# The Logical Song
The Logical Song je píseň britské progresivní rockové skupiny Supertramp z roku 1979, která se poprvé objevila ve studiovém albu Breakfast in America. Jde o nejúspěšnější píseň této kapely, která se umístila v nejlepší desítce písní americké a britské hitparády. V roce svého vydání získala prestižní ocenění Ivor Novello Award.

## Verze skupiny Scooter
Ramp! (The Logical Song) je skladba německé skupiny Scooter z alba Push the Beat for This Jam (The Second Chapter) z roku 2002. Jako singl vyšla píseň již v roce 2001. Videoklip se odehrává v prostředí ilegálních pouličních závodů a bylo natočeno pod vedením týmu stojícího za úspěšným německým seriálem Kobra 11. HPV je zpíváno Rickem J. Jordanem

### Seznam skladeb
1. Ramp! (The Logical Song) (Radio Edit) - (3:53)
2. Ramp! (The Logical Song) (Extended) - (6:07)
3. Ramp! (The Logical Song) (The Club Mix) - (7:00)
4. Siberia - (2:53)

Seznam skladeb (limitovaná edice)
1. Ramp! (The Logical Song) (Radio Edit) - (3:53)
2. Ramp! (The Logical Song) (Extended) - (6:07)
3. Ramp! (The Logical Song) (The Club Mix) - (7:00)
4. Ramp! (The Logical Song) (Starsplash Remix) - (7:18)
5. Ramp! (The Logical Song) (Jay Frog Remix) - (6:23)

Seznam skladeb (UK version)
1. Ramp! (The Logical Song) (Radio Edit) - (3:53)
2. Ramp! (The Logical Song) (Clubstar UK Mix) - (7:35)
3. Ramp! (The Logical Song) (D-Bop UK Mix) - (7:30)

### Umístění ve světě
| Hitparáda      | Umístění |
| -------------- | -------- |
| Švýcarsko      | 14       |
| Rakousko       | 4        |
| Finsko         | 11       |
| Švédsko        | 8        |
| Velká Británie | 2        |